# The Greatest Hits – Why Try Harder
The Greatest Hits – Why Try Harder je kompilací písniček od Fatboy Slima vydané 20. června 2006. Album obsahuje to nejlepší z tvorby Normana Cooka pod pseudonymem Fatboy Slim. Obsahuje také jednu novinku pod jménem „That Old Pair of Jeans“.
Kvůli maximální délce alba byly na album umístěny rádiové edice písniček. V Japonsku se za první týden prodalo 20 014 kopií.
Pro americký trh bylo album vydáno s alternativním obalem s Christopherem Walkenem (který účinkoval ve videoklipu Weapon of Choice).

## Seznam písniček
1. The Rockafeller Skank
2. Praise You
3. Brimful of Asha (Norman Cook remix, Cornershop)
4. Weapon of Choice (song) (ft. Bootsy Collins)
5. Gangster Trippin'
6. I See You Baby (Fatboy Slim remix, with Groove Armada)
7. Wonderful Night (ft. Lateef the Truth Speaker)
8. Right Here Right Now
9. Going Out of My Head
10. Sunset (Bird of Prey)
11. Everybody Loves a Carnival
12. Don't Let the Man Get You Down
13. Demons (ft. Macy Gray)
14. Sho Nuff
15. Slash Dot Dash
16. Santa Cruz
17. Champion Sound
18. That Old Pair of Jeans (ft. Lateef the Truth Speaker)

## DVD: „Why Make Videos“
1. Praise You
2. The Rockafeller Skank
3. Weapon of Choice (účinkuje Christopher Walken)
4. Gangster Trippin'
5. Wonderful Night
6. Right Here, Right Now
7. Going Out of My Head
8. Everybody Loves A Carnival
9. Don’t Let the Man Get You Down (Plavecká edice)
10. Demons
11. Slash Dot Dash
12. Santa Cruz
13. Ya Mama
14. Star 69
15. The Joker
16. That Old Pair of Jeans

### DVD Bonusy
Raritní videa
1. Star 69 (Animated Version)
2. Everybody Needs A 303 (Pigboy)
3. The Rockafeller Skank (Spike Jonze Audition demoverze)
4. Build It Up, Tear It Down

Dokument: Why Make Videos

Speciální Bonusová Sekce
1. Are We Having Fun Yet?
2. Live from Brighton, Brazil & Brixton